# Hwanseongul
Hwanseongul är en grotta i Sydkorea.   Den ligger i provinsen Gangwon, i den nordöstra delen av landet, 180 km öster om huvudstaden Seoul. Hwanseongul ligger 717 meter över havet.
Terrängen runt Hwanseongul är lite bergig, och sluttar österut. Runt Hwanseongul är det ganska tätbefolkat, med 56 invånare per kvadratkilometer. Närmaste större samhälle är Taebaek, 16,6 km söder om Hwanseongul. I omgivningarna runt Hwanseongul växer i huvudsak blandskog.